# Grosse Scheidegg
Grosse Scheidegg är en bergspass i kommunen Grindelwald i kantonen Bern i Schweiz. Det är beläget i Bernalperna, cirka 60 kilometer sydost om huvudstaden Bern. Grosse Scheidegg ligger 1 962 meter över havet.
Bergspasset är beläget mellan bergstopparna Schwarzhorn och Wetterhorn. Under sommarhalvåret trafikeras passet av bussar till Grindelwald och i viss mån även till Meiringen.